# Vremja zjatvy
Vremja zjatvy (russisk: Время жатвы) er en russisk spillefilm fra 2004 af Marina Razbezjkina.

## Medvirkende
- Ljudmila Motornaja som Antonina
- Vjatjeslav Batrakov som Gennadij
- Dmitrij Jakovlev som Vanja
- Dmitrij Jermakov som Kolja
- Sergej Starostin